# 1er mai 1959
Le jeudi 1er mai 1959 est le 121e jour de l'année 1959.

## Événements

### Histoire

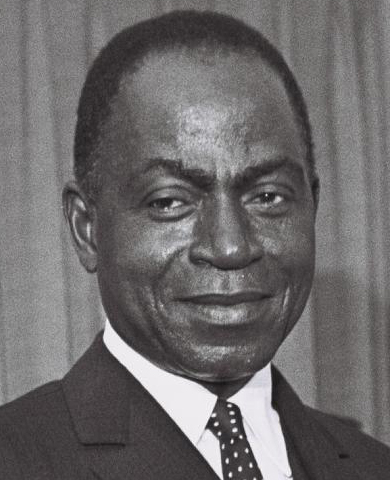
Félix Houphouët-Boigny, Côte d’Ivoire
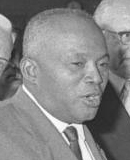
Philibert Tsiranana, Madagascar
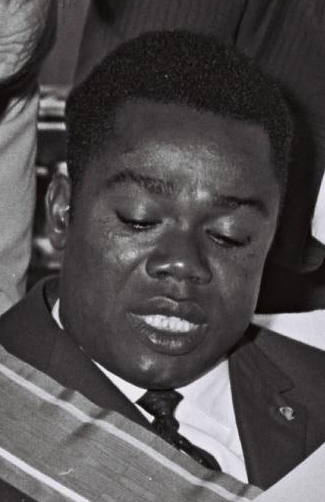
David Dako, Centrafrique

- En Côte d’Ivoire, Félix Houphouët-Boigny, un temps député et ministre de gouvernements français, devient Premier ministre ivoirien. Un an plus tard, il devient le premier président de la Côte d'Ivoire ;
- À Madagascar, début du deuxième mandat de Philibert Tsiranana comme Président du gouvernement ;
- En Centrafrique, début du premier mandat de David Dacko comme Président du gouvernement ;
- L’organisation africaine Union Ghana-Guinée devient Union des États africains ;

### Organismes et sociétés

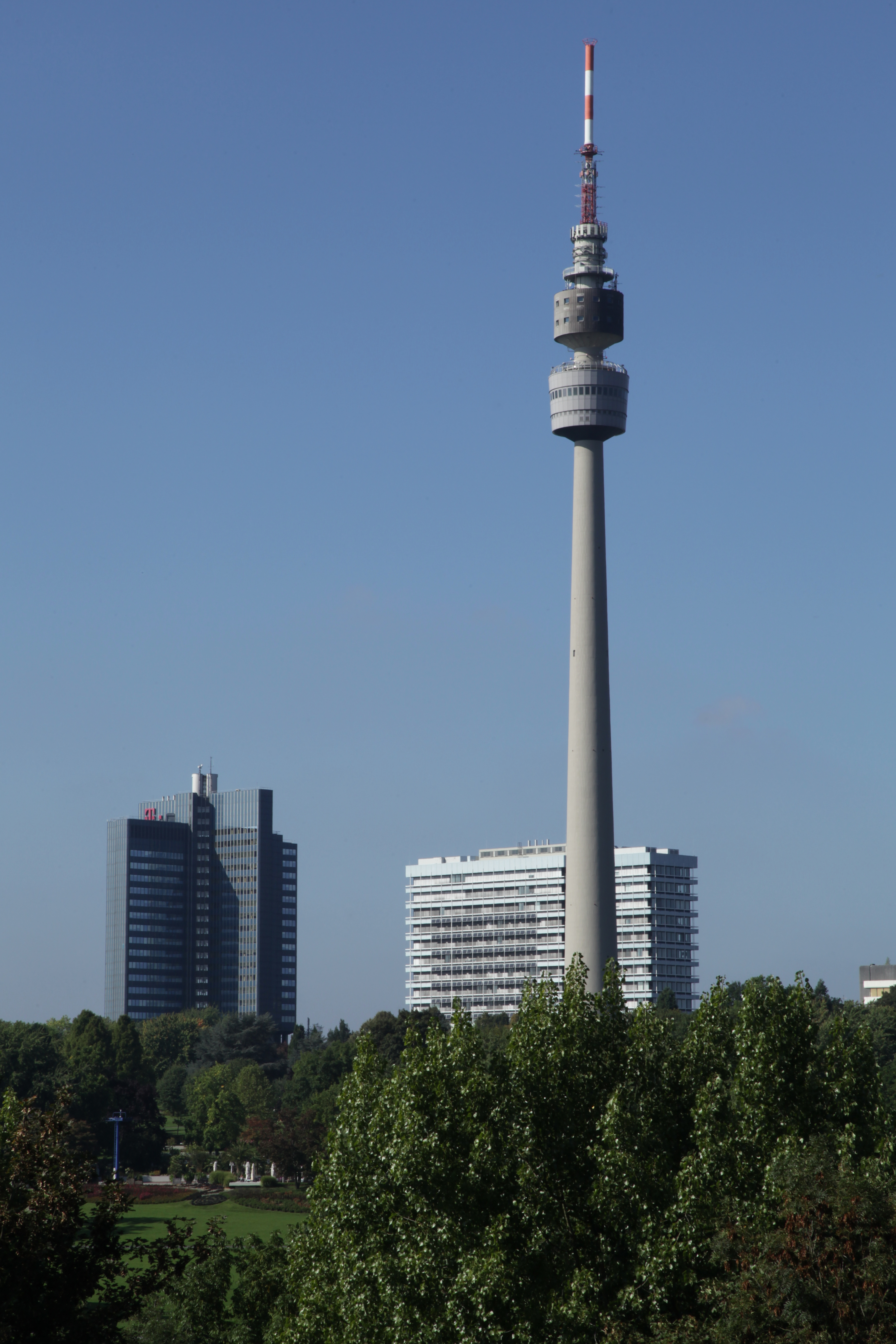
La tour Florian de Dortmund

- Création du Goddard Space Flight Center (GSFC), (en français « centre de vol spatial Goddard »), principal centre de la NASA consacré à la recherche scientifique ;
- Création du Joint Typhoon Warning Center, centre américain de prévision des cyclones tropicaux, par l’US Navy et l’US Air Force, installé à Pearl Harbor, Hawaii ;
- Création de Radio Berlin International, station de radio est-allemande ;
- Mise en service du premier restaurant tournant au sommet de la Tour Florian à Dortmund en Allemagne, conçu par l'architecte Will Schwarz ;
- Premier exemplaire du journal slovène Delo ;

### Culture
- Le film italien Mort d'un mathématicien napolitain de Mario Martone, biographie du mathématicien Renato Caccioppoli, débute le 1er mai 1959 et raconte son ultime semaine avant son suicide le 8 mai 1959.
- Sortie en France du film Des femmes disparaissent, policier réalisé par Édouard Molinaro ;
- Sortie en Inde du film indien Le Monde d'Apu, troisième et dernier volet de la célèbre Trilogie d'Apu de Satyajit Ray.

## Naissances

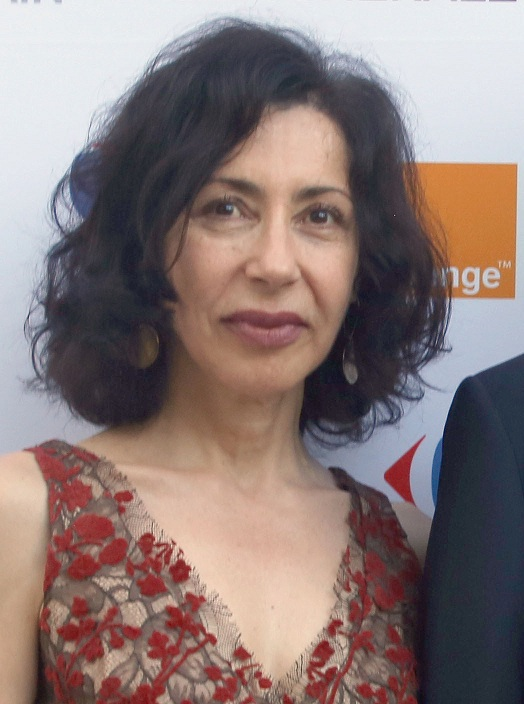
Yasmina Reza, écrivaine française.

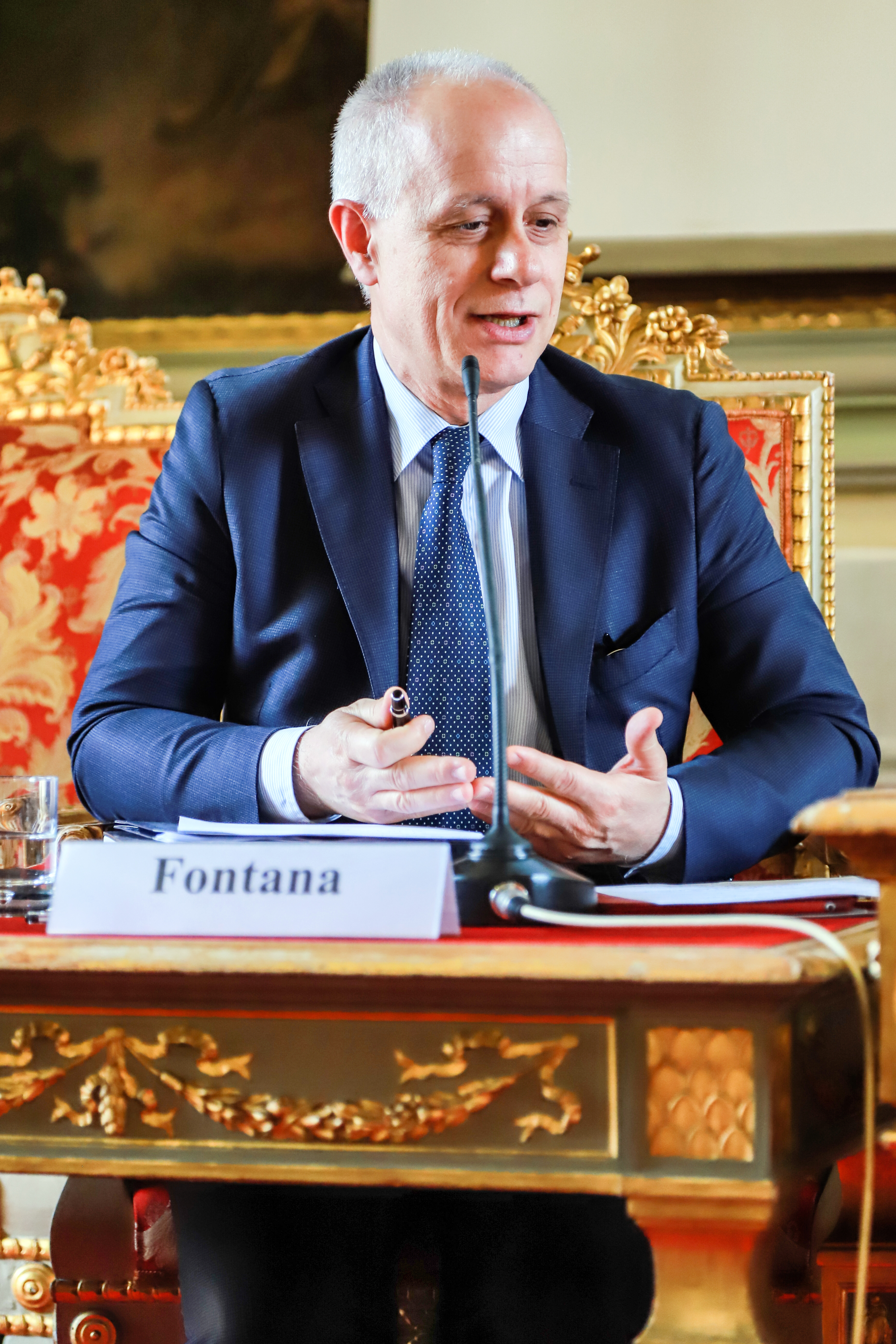
Luciano Fontana, directeur du Corriere della Sera.

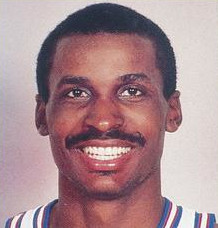
Edward Arnet Johnson, basketteur américain.

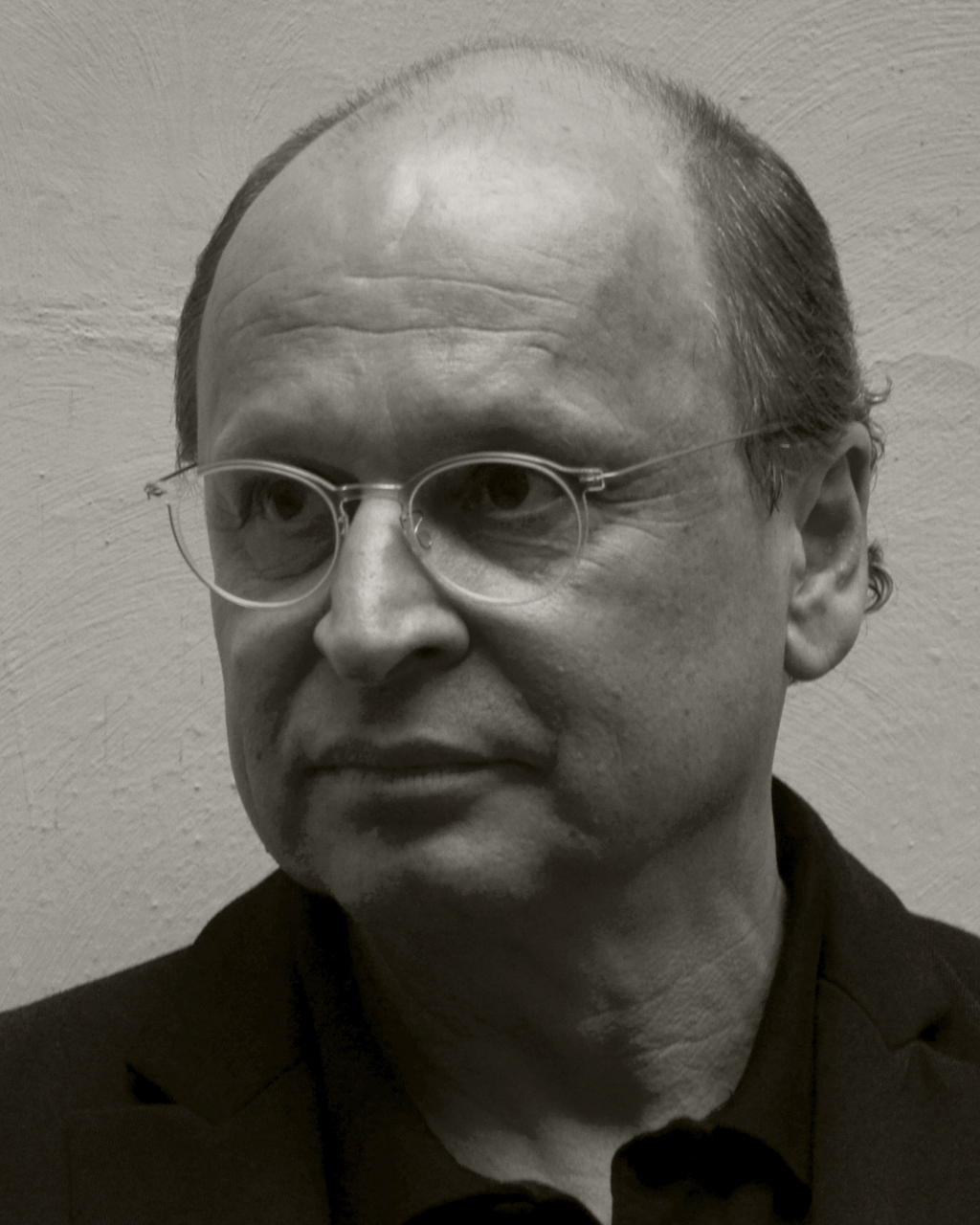
Daniel Pešta, artiste tchèque.

- José Víctor Alonzo (en), marcheur athlétique guatémaltèque ;
- Umaru Argungu (en), homme politique nigérian ;
- Hayet Amamou, historienne et universitaire tunisienne spécialiste du Moyen Âge ;
- Hamid-Reza Haji Babaee (en), homme politique iranian, ministre de l’éducation ;
- Len Bathurst (en), footballeur anglais ;
- Ning Bin (en) (mort le 14 juin 2019), ingénieur chinois, professeur de systèmes de contrôle et président d’université ;
- António Caldas (en), footballeur portugais ;
- Diego Cayuelas (es), pianiste espagnol ;
- Roger Chapman (en), golfeur anglais ;
- Pat Conacher (de), joueur de hockey sur glace canadien ;
- David Cordier (de), chanteur lyrique anglais ;
- Joanne Duncan (en), homme politique australien ;
- Richard Dünser (de), compositeur autrichien ;
- Saber Eid, footballeur égyptien ;
- Gustavo Ferrín (es), entraîneur de football uruguayien ;
- Luciano Fontana (it), journaliste italien, directeur du Corriere della Sera ;
- Roberto Giobbi (de), illusioniste et prestidigitateur suisse ;
- Saulius Grinkevičius (lt), homme politique lituanien ;
- Derek Harrison (en), pilote britannique de speedway ;
- Edward Arnet Johnson (Eddie Johnson), joueur de basket-ball américain ;
- Leonid Jurtajew (de) (mort le 2 juin 2011) joueur d'échecs kirghize ;
- Taka Katō, acteur japonais de films pornographiques ;
- Tommy Kristoffersson (en), pilote de course suédois ;
- Roger Léger, acteur québécois ;
- Jay Lapidus, joueur américain de tennis ;
- Catherine Lefebvre (de), joueuse française de curling ;
- Tim Marshall (en) journaliste et auteur britannique, spécialiste d'actualité étrangère et de la diplomatie internationale ;
- Francisco Martínez (es), saxophoniste espagnol ;
- Mardye McDole, joueur américain de football américain ;
- Masato Mihira (en), judoka japonais ;
- Mark Murray (en), joueur de rugby australien ;
- Waldomir Pacheco Buca (de), joueur de football brésilien ;
- Marcelo Rubens Paiva, romancier, journaliste et interprète brésilien ;
- Jenny Palmer (en), femme politique unioniste irlandaise ;
- Christopher F. E. Pare (de), préhistorien britannique ;
- Daniel Pešta (de), artiste multimédia tchèque ;
- Ioan Petcu (en), footballeur roumain ;
- Sifet Podžić (en), militaire et homme politique bosniaque, ministre de La Défense ;
- Pattimandram Raja (ta), acteur et présentateur de télévision indien ;
- Yasmina Reza, écrivaine française ;
- Antonella Roncelli (en), nageuse italienne ;
- Joachim Rühle (de), amiral allemand ;
- Jo Tong-sop, footballeur et entraîneur nord-coréen ;
- Bea von Malchus (de), actrice allemande ;
- Frédéric Vichot, coureur cycliste français ;

## Décès
- Reginald Arkell (en) (né le 14 octobre 1881), scénariste et romancier britannique.
- Karl Matull (de) (né le 15 août 1898), homme politique allemand ;
- Hildegard Kornhardt (de) (née le 9 mars 1910), philologue allemande.